# آلپین گالو
آلپین گالو (انگلیسی: Alpin Gallo؛ زادهٔ ۱۲ ژانویهٔ ۱۹۷۴) بازیکن سابق و مربی فوتبال اهل آلبانی است.
از باشگاه‌هایی که در آن بازی کرده‌است می‌توان به باشگاه فوتبال دینامو تیرانا، باشگاه فوتبال پارتیزانی تیرانا، باشگاه فوتبال اسکندربو کورچه، باشگاه فوتبال تون، و باشگاه فوتبال تیرانا اشاره کرد.
وی همچنین در تیم ملی فوتبال آلبانی بازی کرده‌است.